# Cock Tholens
Cornelis Marie (Cock) Tholens (Den Haag, 4 maart 1915 – Rotterdam, 17 april 1971) was een Nederlands persfotograaf.

## Biografie
Tholens was in dienst bij onder andere De Havenloods en Het Rotterdamsch Parool. Daarnaast werkte hij ook als zelfstandig fotograaf in dienst van verschillende opdrachtgevers.
Een van zijn bekendste foto's is die van de arrestatie van Hans Gruijters, alias de Zwarte Ruiter (17 mei 1957).
Tholens overleed in 1971 op 56-jarige leeftijd aan een hartaanval, terwijl hij aan het werk was in zijn donkere kamer.
Een groot deel van de fotocollectie is te vinden in Stadsarchief Rotterdam.